# Different Spaces
Albums de Baptiste Trotignon
Hit
(2014) Chimichurri
(2016)
Different Spaces est un album du pianiste et compositeur français Baptiste Trotignon, interprété par Nicholas Angelich et l'Orchestre national Bordeaux Aquitaine dirigé par Paul Daniel.

## À propos de l'album

### Historique
Baptiste Trotignon et Nicholas Angelich se sont rencontrés en 2003, à l'occasion de la création d'une pièce de Frédéric Verrières pour orchestre, piano soliste et trio de jazz.
À la fois issu d'une tradition venant du jazz et de la musique classique, Baptiste Trotignon a l'idée d'écrire un concerto pour piano en 2010. Il choisit aussitôt de ne pas être l'interprète de la pièce, afin d'« éviter d'être le « pianiste de jazz qui s'écrit son propre Concerto » [et de] privilégier l'idée d'affirmer [sa] vision de compositeur,. » Le proposer à Nicholas Angelich apparaît comme une évidence. L'écriture s'étalera sur une année, pendant laquelle Trotignon bénéficiera des conseils et du soutien de Bernard Cavanna et Philippe Hersant.
Different Spaces, est créé en novembre 2012 par Nicholas Angelich (à qui l'œuvre est dédiée) et l'Orchestre national Bordeaux Aquitaine dirigé par Paul Daniel. Bien que le titre puisse évoquer Different Trains de Steve Reich, ce n'est pas une œuvre en hommage à la musique répétitive.
En 2017, Baptiste Trotignon remporte le Grand Prix Lycéen des Compositeurs pour son concerto.
L'enregistrement publié en 2015 se fait avec les mêmes interprètes.

### À propos de la musique
Le concerto est en quatre mouvements : les deux premiers s'enchainent jusqu'à un final brillant ; suit un Adagio religioso qui peut évoquer le 3e concerto de Bartók. Le dernier mouvement, enchaîné au précédent, se conclut par un Agitato Accelerando. On peut entendre dans ce concerto des échos de la musique de Prokofiev, de Debussy, de Kurt Weill ou encore de Bach.
On trouve également sur ce disque des pièces courtes écrites à l'occasion du disque : Trois Préludes pour piano seul ainsi que Trois Pièces pour deux pianos, joués par Trotignon et Angelich. La troisième pièce de ce dernier recueil, Moteur, commence par un clin d'œil à la Sonate no 21 de Beethoven. C'est le seul morceau sur lequel on peut entendre Baptiste Trotignon improviser dans un idiome « jazzistique ».

## Liste des pistes
Toute la musique est composée par Baptiste Trotignon.
| No  | Titre                                | Durée |
| --- | ------------------------------------ | ----- |
|     | Concerto pour piano Different Spaces |       |
| 1.  | Moderato Tranquillo                  | 12:21 |
| 2.  | Allegro Scherzando                   | 5:00  |
| 3.  | Adagio Religioso                     | 8:18  |
| 4.  | Allegro Agitato                      | 8:38  |
|     | Trois pièces pour deux pianos        |       |
| 5.  | Passacaille                          | 2:48  |
| 6.  | Élégie                               | 3:44  |
| 7.  | Moteur                               | 3:35  |
|     | Trois préludes pour piano seul       |       |
| 8.  | Moderato                             | 3:05  |
| 9.  | Allegretto leggiero e scherzando     | 3:09  |
| 10. | Largo                                | 5:18  |

## Interprètes
- Nicholas Angelich : piano
- Orchestre national Bordeaux Aquitaine dirigé par Paul Daniel
- Baptiste Trotignon : piano (sur les Trois pièces pour deux pianos).

## Liens
- Ressource relative à la musique :   - AllMusic